# Chieve
Chieve (Céef in dialetto cremasco) è un comune italiano di 2 299 abitanti della provincia di Cremona in Lombardia. Si trova sul confine tra le province di Cremona e di Lodi.

Fa parte del territorio del Cremasco.

## Origini del nome
Le prime attestazioni del nome del borgo risalgono all'epoca altomedievale. Un documento datato 886 parla de vico Clemba (o più probabilmente Cleuba), cui seguono altre due indicazioni — rispettivamente del 900 e del 923 — nelle quali ci si riferisce al villaggio con l'espressione In Cleba. Ci si discosta poi poco da queste occorrenze allorché nel 955 un ulteriore documento riporta la voce Clebo. Sarà solo nel 1082 che comparirà un'espressione più definita: de loco Cleuve habitator de loco in Crema. Un secolo più tardi (1188) una carta ufficiale parlerà di Clevum utrumque, con evidente riferimento ai due insediamenti: quello inferiore e quello superiore.
Come suggerisce lo studioso locale Valerio Ferrari, verosimilmente l'origine etimologica del nome risale al termine latino clevus (anche nella variante clivus) usato per indicare un pendio, un declivio, ma altresì un piccolo colle, un poggio, un luogo leggermente rialzato. Questo significato darebbe più propriamente ragione della morfologia del territorio su cui Chieve sorge. Come altri piccoli insediamenti della zona, infatti, il borgo sarebbe stato edificato ai margini occidentali della cosiddetta Insula Fulcheria, le cui lievi pendici offrivano la possibilità a chi vi si insediava di ripararsi dalle frequenti esondazioni del lago Gerundo.
Sarebbe dunque da rigettare la fantasiosa ipotesi riportata dallo storico cremasco Pietro Terni nella sua Storia di Crema. Secondo lo studioso infatti il nome "Chieve" sarebbe direttamente derivato da fantasiose quanto improbabili "chiavi" che gli antichi abitanti del territorio (più precisamente di una certa "Isola della Mosa") avrebbero usato per custodire le navi con le quali attraversavano le paludi circostanti.

## Storia
In età napoleonica (1809-16) Chieve fu frazione di Capergnanica, recuperando l'autonomia con la costituzione del Regno Lombardo-Veneto.

### Simboli
Lo stemma e il gonfalone sono stati concessi con regio decreto del 20 novembre 1933.
Stemma
Il primo campo dell'inquartato è d'oro a rappresentare il terreno fertile. Le chiavi nel secondo forse derivano dalla parola dialettale ciaf, che indica la protezione di ferro posta attorno ad un palo trovato durante degli scavi nella zona a nord del paese. È probabile che attorno al ferro venissero legate le corde di barche come quella raffigurata nel terzo quarto. L'ancora probabilmente allude al fatto che Chieve era il punto di attracco per le imbarcazioni che giravano sul lago Gerundo.
Gonfalone

## Società

### Evoluzione demografica
Abitanti censiti

### Etnie e minoranze straniere
Al 31 dicembre 2020 i cittadini stranieri sono 127. Le comunità nazionali numericamente significative sono:
1. Romania: 60

## Infrastrutture e trasporti

### Strade
Il comune è interessato dalla SP CR ex SS 235 di Orzinuovi e dalle strade provinciali 5, 17 e 62.

### Mobilità urbana
I trasporti interurbani di Chieve vengono svolti con autoservizi di linea gestiti dalle società Autoguidovie e LINE.
In passato lungo la sede della strada Lodi-Crema, tra il 1880 ed il 1931 transitava la tranvia Lodi-Crema-Soncino.
Non vi sono stazioni ferroviarie all'interno del comune; le stazioni più vicine sono quella di Crema, della linea Treviglio-Cremona (dista poco più di 6 km), e quella di Lodi, della linea Milano-Bologna (dista poco più di 12 km).

## Amministrazione
lenco dei sindaci dal 1985 ad oggi.
| Periodo | Periodo   | Primo cittadino         | Partito                     | Carica                       | Note   |
| ------- | --------- | ----------------------- | --------------------------- | ---------------------------- | ------ |
| 1985    | 1990      | Cesare Pollastri        | Democrazia Cristiana        | sindaco                      |        |
| 1990    | 1995      | Elio Massimo Bozzetti   | Partito Socialista Italiano | sindaco                      |        |
| 1995    | 1999      | Ernesto Baroni Giavazzi | centro                      | sindaco                      |        |
| 1999    | 2004      | Ernesto Baroni Giavazzi | centro                      | sindaco                      |        |
| 2004    | 2008      | Elio Massimo Bozzetti   | lista civica                | sindaco                      | [ 13 ] |
| 2008    | 2009      | Luigi Zaboia            | lista civica                | vicesindaco facente funzioni | [ 14 ] |
| 2009    | 2014      | Luigi Zaboia            | lista civica                | sindaco                      |        |
| 2014    | 2019      | Davide Bettinelli       | lista civica                | sindaco                      |        |
| 2019    | 2024      | Davide Bettinelli       | lista civica                | sindaco                      |        |
| 2024    | in carica | Orietta Berti           | lista civica                | sindaco                      |        |